# Tereza Mihalíková
Tereza Mihalíková (Topoľčany, 2 giugno 1998) è una tennista slovacca.

## Carriera
Tereza Mihalíková ha vinto 8 titoli in singolare e 20 titoli nel doppio nel circuito ITF in carriera. L'11 giugno 2018 si è piazzata in singolare al 349º posto, mentre il 30 gennaio 2023 è salita alla posizione numero 42 nel ranking di doppio.
Nel circuito junior ha conquistato l'Australian Open 2015 - Singolare ragazze sconfiggendo in finale Katie Swan. L'anno seguente, è stata sconfitta nella finale dell'Australian Open 2016 - Singolare ragazze da Vera Lapko. Con la Lapko ha raggiunto le finali in doppio agli US Open 2014 - Doppio ragazze e al Torneo di Wimbledon 2015 - Doppio ragazze, mentre agli Australian Open 2016 - Doppio ragazze ha vinto il torneo in coppia con Anna Kalinskaja. Ha fatto parte anche della squadra Fed Cup junior.
Il 12 giugno 2021, ha raggiunto la prima finale WTA 125 con Ekaterine Gorgodze, ma sono state sconfitte da Aliona Bolsova e Katarzyna Kawa.

## Statistiche WTA

### Doppio

#### Vittorie (2)
| Legenda              |
| -------------------- |
| Grande Slam (0)      |
| Ori Olimpici (0)     |
| WTA Finals (0)       |
| WTA Elite Trophy (0) |
| Dal 2021             |
| WTA 1000 (0)         |
| WTA 500 (1)          |
| WTA 250 (1)          |

| N. | Data              | Torneo                   | Superficie | Compagna        | Avversarie in finale                        | Punteggio         |
| 1. | 19 settembre 2021 | Slovenia Open, Portorose | Cemento    | Anna Kalinskaja | Aleksandra Krunić Lesley Pattinama Kerkhove | 4-6, 6-2, [12-10] |
| 2. | 22 giugno 2025    | German Open, Berlino     | Erba       | Olivia Nicholls | Sara Errani Jasmine Paolini                 | 4-6, 6-2, [10-6]  |

#### Sconfitte (4)
| Legenda              |
| -------------------- |
| Grande Slam (0)      |
| Argenti Olimpici (0) |
| WTA Finals (0)       |
| WTA Elite Trophy (0) |
| Dal 2021             |
| WTA 1000 (1)         |
| WTA 500 (0)          |
| WTA 250 (3)          |

| N. | Data             | Torneo                              | Superficie  | Compagna            | Avversarie in finale        | Punteggio   |
| 1. | 17 giugno 2023   | Rosmalen Open, 's-Hertogenbosch     | Erba        | Viktória Hrunčáková | Shūko Aoyama Ena Shibahara  | 3-6, 3-6    |
| 2. | 11 febbraio 2024 | Transylvania Open, Cluj-Napoca      | Cemento (i) | Harriet Dart        | Caty McNally Asia Muhammad  | 3-6, 4-6    |
| 3. | 16 giugno 2024   | Rosmalen Open, 's-Hertogenbosch (2) | Erba        | Olivia Nicholls     | Ingrid Neel Bibiane Schoofs | 6(6)-7, 3-6 |
| 4. | 15 marzo 2025    | Indian Wells Open, Indian Wells     | Cemento     | Olivia Nicholls     | Asia Muhammad Demi Schuurs  | 2-6, 6(4)–7 |

## Circuito WTA 125

### Doppio

#### Vittorie (3)
| N. | Data             | Torneo                           | Superficie  | Compagna        | Avversarie in finale             | Punteggio        |
| 1. | 12 dicembre 2021 | Open Angers Arena Loire, Angers  | Cemento (i) | Greet Minnen    | Monica Niculescu Vera Zvonarëva  | 4-6, 6-1, [10-8] |
| 2. | 10 luglio 2022   | Grand Est Open 88, Contrexéville | Terra rossa | Ulrikke Eikeri  | Han Xinyun Aleksandra Panova     | 7-6(8), 6-2      |
| 3. | 29 ottobre 2022  | Abierto Tampico, Tampico         | Cemento     | Aldila Sutjiadi | Ashlyn Krueger Elizabeth Mandlik | 7-5, 6-2         |

#### Sconfitte (4)
| N. | Data           | Torneo                             | Superficie  | Compagna           | Avversarie in finale           | Punteggio           |
| 1. | 12 giugno 2021 | Bol Open, Bol                      | Terra rossa | Ekaterine Gorgodze | Aliona Bolsova Katarzyna Kawa  | 1-6, 6-4, [6-10]    |
| 2. | 10 luglio 2021 | Swedish Open, Båstad               | Terra rossa | Kamilla Rachimova  | Mirjam Björklund Leonie Küng   | 7-5, 3-6, [5-10]    |
| 3. | 16 marzo 2024  | Fifth Third Charleston, Charleston | Cemento     | Sara Errani        | Olivia Gadecki Olivia Nicholls | 2-6, 1-6            |
| 4. | 17 maggio 2025 | Clarins Open, Parigi               | Terra rossa | Olivia Nicholls    | Irina Chromačëva Fanny Stollár | 6-4, 6(5)-7, [5-10] |

## Statistiche ITF

### Singolare

#### Vittorie (8)
| Torneo $100.000 (0) |
| Torneo $80.000 (1)  |
| Torneo $75.000 (0)  |
| Torneo $60.000 (0)  |
| Torneo $50.000 (0)  |
| Torneo $40.000 (0)  |
| Torneo $25.000 (0)  |
| Torneo $15.000 (2)  |
| Torneo $10.000 (6)  |

| N. | Data             | Torneo                                            | Superficie  | Avversaria in finale | Punteggio     |
| 1. | 19 aprile 2015   | Al Solymania Women's, Il Cairo                    | Terra rossa | Dea Herdželaš        | 7-5, 6-3      |
| 2. | 16 agosto 2015   | Jolie Ville Golf Women's, Sharm el-Sheikh         | Cemento     | Sara Tomic           | 6–2, 6–0      |
| 3. | 28 febbraio 2016 | Soho Square Egypt Women's Future, Sharm el-Sheikh | Cemento     | Varvara Flink        | 6-1, 6-4      |
| 4. | 2 aprile 2016    | Bahrain Women's Circuit, Manama                   | Cemento     | Anna Kalinskaja      | 7-5, 6-1      |
| 5. | 28 agosto 2016   | Soho Square Egypt Women's Future, Sharm el-Sheikh | Cemento     | Ana Veselinović      | 2–6, 6–3, 6–4 |
| 6. | 4 settembre 2016 | Soho Square Egypt Women's Future, Sharm el-Sheikh | Cemento     | Valeria Bhunu        | 6-3, 7-6(3)   |
| 7. | 15 ottobre 2017  | Soho Square Egypt Women's Future, Sharm el-Sheikh | Cemento     | Nastja Kolar         | 6-2, 6-4      |
| 8. | 11 marzo 2018    | ITF Womens Bhopal, Bhopal                         | Cemento     | Emily Webley-Smith   | 6–1, 5-7, 6-0 |

#### Sconfitte (4)
| Torneo $100.000 (0) |
| Torneo $80.000 (0)  |
| Torneo $75.000 (0)  |
| Torneo $60.000 (0)  |
| Torneo $50.000 (0)  |
| Torneo $40.000 (0)  |
| Torneo $25.000 (1)  |
| Torneo $15.000 (3)  |
| Torneo $10.000 (0)  |

| N. | Data             | Torneo                                                             | Superficie  | Avversaria in finale      | Punteggio        |
| 1. | 9 luglio 2017    | Soho Square Egypt Women's Future, Sharm el-Sheikh                  | Cemento     | Vera Zvonarëva            | 6-1, 6(4)-7, 5-7 |
| 2. | 6 agosto 2017    | Targu Jiu Women's Tour, Târgu Jiu                                  | Terra rossa | Ilona Georgiana Ghioroaie | 3-6, 6-3, 6(7)-7 |
| 3. | 24 marzo 2018    | Bahrain ITF Womens Future, Manama                                  | Cemento     | Nastja Kolar              | 4-6, 2-6         |
| 4. | 17 novembre 2018 | ITF Women's $25,000 tennis Tournament Muzaffarnagar, Muzaffarnagar | Erba        | Natalija Kostić           | 2-6, 1-3, rit.   |

### Doppio

#### Vittorie (20)
| Torneo $100.000 (1) |
| Torneo $80.000 (0)  |
| Torneo $75.000 (0)  |
| Torneo $60.000 (3)  |
| Torneo $50.000 (0)  |
| Torneo $40.000 (0)  |
| Torneo $25.000 (9)  |
| Torneo $15.000 (5)  |
| Torneo $10.000 (2)  |

| N.  | Data             | Torneo                                            | Superficie  | Compagna           | Avversarie in finale                       | Punteggio           |
| 1.  | 1º aprile 2016   | Bahrain Women's Circuit, Manama                   | Cemento     | Anna Kalinskaja    | Katharina Hering Kimberley Zimmermann      | 7-5, 6-3            |
| 2.  | 15 maggio 2016   | Empire Trnava Cup, Trnava                         | Terra rossa | Anna Kalinskaja    | Evgenija Rodina Anastasija Sevastova       | 6-1, 7-6(4)         |
| 3.  | 2 luglio 2016    | Amarante Ladies Open, Amarante                    | Cemento     | Inês Murta         | Jessica Crivelletto Despina Papamichail    | 7–6(5), 6-3         |
| 4.  | 25 marzo 2017    | Soho Square Egypt Women's Future, Sharm el-Sheikh | Cemento     | Anna Morgina       | Li Yuenu Meng Ran                          | 2–6, 6–4, [10–5]    |
| 5.  | 22 aprile 2017   | Al-Solaimaneyah Women's Future, Il Cairo          | Terra rossa | Mariam Bolkvadze   | Bojana Marinković Despina Papamichail      | 7–6(7), 6–3         |
| 6.  | 27 maggio 2017   | Hammamet Open, Hammamet                           | Terra rossa | Naiktha Bains      | Francesca Bullani Veronica Napolitano      | 4–6, 6–1, [10–5]    |
| 7.  | 10 novembre 2017 | LIC ITF Women's Tennis Championships, Pune        | Cemento     | Jaqueline Cristian | Lee Pei-chi Jana Sizikova                  | 4-6, 6-3, [10-7]    |
| 8.  | 5 maggio 2018    | Tbilisi Open, Tbilisi                             | Terra rossa | Laura Pigossi      | Svjatlana Piraženka Erika Vogelsang        | 6–4, 6–1            |
| 9.  | 31 agosto 2018   | Almaty Womens, Almaty                             | Terra rossa | Valerija Strachova | Polina Monova Jana Sizikova                | 6–1, 6–2            |
| 10. | 6 ottobre 2018   | Governor's Cup Lagos, Lagos                       | Cemento     | Džulija Terzijska  | Estelle Cascino Deniz Khazaniuk            | 6(4)-7, 6-2, [10-5] |
| 11. | 24 marzo 2019    | ACT Clay Court International, Canberra            | Terra rossa | Naiktha Bains      | Destanee Aiava Ellen Perez                 | 4-6, 6-2, [10-4]    |
| 12. | 25 maggio 2019   | Marjorie Sherman Women's Tournament, Gerusalemme  | Cemento     | Julija Hatoŭka     | Samantha Murray Sharan Despina Papamichail | 2-6, 6-4, [10-8]    |
| 13. | 20 gennaio 2020  | Magic Tours, Monastir                             | Cemento     | Jodie Burrage      | Mallaurie Noël Oona Orpana                 | 6–1, 6–2            |
| 14. | 25 gennaio 2020  | Magic Tours, Monastir                             | Cemento     | Julija Hatoŭka     | Gozal' Aınıtdınova Jekaterina Dmitričenko  | 6-4, 6-2            |
| 15. | 15 febbraio 2020 | Empire Women's Indoor, Trnava                     | Cemento (i) | Anna Bondár        | Amina Anšba Anastasia Dețiuc               | 6–4, 6–4            |
| 16. | 7 marzo 2020     | Mildura Grand Tennis International, Mildura       | Erba        | Abbie Myers        | Arina Rodionova Erin Routliffe             | 6-3, 6-2            |
| 17. | 16 gennaio 2021  | Tennis Future Hamburg, Amburgo                    | Cemento (i) | Anna Bondár        | Amandine Hesse Kimberley Zimmermann        | 6–4, 6–4            |
| 18. | 10 ottobre 2021  | Henderson Tennis Open, Las Vegas                  | Cemento     | Quinn Gleason      | Emina Bektas Tara Moore                    | 7-6(5), 7-5         |
| 19. | 16 ottobre 2021  | Rancho Santa Fe Open, Rancho Santa Fe             | Cemento     | Katarzyna Kawa     | Liang En-shuo Rebecca Marino               | 6–3, 4–6, [10–6]    |
| 20. | 2 dicembre 2023  | Empire Women's Indoor, Trnava                     | Cemento (i) | Natália Kročková   | Estelle Cascino Jesika Malečková           | 7-6(7), 7-5         |

#### Sconfitte (17)
| Torneo $100.000 (0) |
| Torneo $80.000 (0)  |
| Torneo $75.000 (0)  |
| Torneo $60.000 (2)  |
| Torneo $50.000 (0)  |
| Torneo $40.000 (0)  |
| Torneo $25.000 (10) |
| Torneo $15.000 (3)  |
| Torneo $10.000 (2)  |

| N.  | Data              | Torneo                                                        | Superficie  | Compagna             | Avversarie in finale                    | Punteggio            |
| 1.  | 18 aprile 2015    | Al Solymania Women's, Il Cairo                                | Cemento     | Barbara Kötelesová   | Marine Partaud Naomi Totka              | 2–6, 5–7             |
| 2.  | 31 ottobre 2015   | Jolie Ville Golf Women's, Sharm el-Sheikh                     | Cemento     | Vicky Geurinckx      | Emily Arbuthnott Lisa Whybourn          | 3–6, 0–6             |
| 3.  | 4 giugno 2016     | Namangan Womens, Namangan                                     | Cemento     | Veronika Kudermetova | Ksenija Lykina Polina Monova            | 6–3, 3–6, [5–10]     |
| 4.  | 3 ottobre 2016    | Hutchinson Builders Toowoomba Tennis International, Toowoomba | Cemento     | Gabriela Cé          | Dalma Gálfi Viktória Kužmová            | 4-6, 6(4)-7          |
| 5.  | 11 marzo 2017     | Jolie Ville Golf Women's, Sharm el-Sheikh                     | Cemento     | Džulija Terzijska    | Ol'ga Dorošina Polina Monova            | w/o                  |
| 6.  | 23 settembre 2017 | Royal Cup NLB Montenegro, Podgorica                           | Terra rossa | Chantal Škamlová     | Petra Krejsová Jesika Malečková         | 2–6, 3–6             |
| 7.  | 10 marzo 2018     | ITF Womens Bhopal, Bhopal                                     | Cemento     | Ana Veselinović      | Kanika Vaidya Rosalie van der Hoek      | 2-1, rit.            |
| 8.  | 14 luglio 2018    | Olevra Cup, Setúbal                                           | Cemento     | Džulija Terzijska    | Mathilde Armitano Elixane Lechemia      | 7–6(5), 3–6, [11–13] |
| 9.  | 12 agosto 2018    | Flanders Ladies Trophy Koksijde, Koksijde                     | Terra rossa | Dea Herdželaš        | Anna Bondár Raluca Șerban               | 3–6, 0–6             |
| 10. | 9 giugno 2019     | Resortquest Pro Women's Open at Sea Colony, Bethany Beach     | Terra verde | Dea Herdželaš        | Usue Maitane Arconada Hayley Carter     | 4–6, 4–6             |
| 11. | 30 marzo 2019     | ACT Clay Court International, Canberra                        | Terra rossa | Naiktha Bains        | Alison Bai Jaimee Fourlis               | 2-6, 2-6             |
| 12. | 26 ottobre 2019   | Bendigo Women's International, Bendigo                        | Cemento     | Naiktha Bains        | Maddison Inglis Kaylah McPhee           | 6-3, 2-6, [2-10]     |
| 13. | 2 novembre 2019   | City of Playford Tennis International, Città di Playford      | Cemento     | Naiktha Bains        | Asia Muhammad Storm Sanders             | 3-6, 4-6             |
| 14. | 11 gennaio 2020   | Magic Tours, Monastir                                         | Cemento     | Bojana Marinković    | Zeel Desai Anastasija Tichonova         | 6(4)–7, 7–5, [5–10]  |
| 15. | 5 marzo 2021      | Movistar World Tennis Tour, Manacor                           | Cemento     | Anna Bondár          | Réka Luca Jani Lara Salden              | 4–6, 5–7             |
| 16. | 29 gennaio 2022   | World Tennis Tour Movistar LG, Manacor                        | Cemento     | Linda Nosková        | Fernanda Contreras Andrea Lázaro García | 1-6, 4-6             |
| 17. | 4 febbraio 2022   | World Tennis Tour Movistar LG, Manacor                        | Cemento     | Linda Nosková        | Fernanda Contreras Andrea Lázaro García | 1-6, 6-3, [6-10]     |

## Billie Jean King Cup

### Sconfitte (1)
| N. | Data             | Torneo                       | Superficie  | Compagne                                                                         | Avversarie in finale                                                                | Punteggio |
| 1. | 20 novembre 2024 | Billie Jean King Cup, Malaga | Cemento (i) | Viktória Hrunčáková Renáta Jamrichová Anna Karolína Schmiedlová Rebecca Šramková | Lucia Bronzetti Elisabetta Cocciaretto Sara Errani Jasmine Paolini Martina Trevisan | 0-2       |

## Grand Slam Junior

### Singolare

#### Vittorie (1)
| Tornei del Grande Slam  |
| ----------------------- |
| Australian Open (1)     |
| Open di Francia (0)     |
| Torneo di Wimbledon (0) |
| US Open (0)             |

| N. | Data            | Torneo                     | Superficie | Avversaria in finale | Punteggio |
| 1. | 31 gennaio 2015 | Australian Open, Melbourne | Cemento    | Katie Swan           | 6-1, 6-4  |

#### Sconfitte (1)
| Tornei del Grande Slam  |
| ----------------------- |
| Australian Open (1)     |
| Open di Francia (0)     |
| Torneo di Wimbledon (0) |
| US Open (0)             |

| N. | Data            | Torneo                     | Superficie | Avversaria in finale | Punteggio |
| 1. | 30 gennaio 2016 | Australian Open, Melbourne | Cemento    | Vera Lapko           | 3-6, 4-6  |

### Doppio

#### Vittorie (1)
| Tornei del Grande Slam  |
| ----------------------- |
| Australian Open (1)     |
| Open di Francia (0)     |
| Torneo di Wimbledon (0) |
| US Open (0)             |

| N. | Data            | Torneo                     | Superficie | Compagna        | Avversaria in finale                   | Punteggio |
| 1. | 30 gennaio 2016 | Australian Open, Melbourne | Cemento    | Anna Kalinskaja | Dajana Jastrems'ka Anastasija Zaryc'ka | 6-1, 6-1  |

#### Sconfitte (2)
| Tornei del Grande Slam  |
| ----------------------- |
| Australian Open (0)     |
| Open di Francia (0)     |
| Torneo di Wimbledon (1) |
| US Open (1)             |

| N. | Data             | Torneo                      | Superficie | Compagna   | Avversarie in finale      | Punteggio        |
| 1. | 6 settembre 2014 | US Open, New York           | Cemento    | Vera Lapko | İpek Soylu Jil Teichmann  | 7-5, 2-6, [7-10] |
| 2. | 11 luglio 2015   | Torneo di Wimbledon, Londra | Erba       | Vera Lapko | Dalma Gálfi Fanny Stollár | 3-6, 2-6         |